# Celidota seyrigi
Celidota seyrigi är en skalbaggsart som beskrevs av Olsoufieff 1932. Celidota seyrigi ingår i släktet Celidota och familjen Cetoniidae. Inga underarter finns listade.